# Боэдромий
Боэдромий (Βοηδρόμιος, «бегущий на помощь», «помогающий в сражении криком», «помощник в битвах») — в древнегреческой мифологии: эпитет Аполлона как божества, помогающего в сражениях.
В честь него, в этом звании, в древних Афинах, Фивах и других греческих городах проводился праздник Боэдромии.